# ざわめき
「ざわめき」は、Plastic Treeの44枚目のシングル。2023年12月13日発売。発売元はJVCケンウッド・ビクターエンタテインメント。

## 概要
前作『痣花』から約5ヶ月ぶりのシングル。
CD版は完全生産限定盤の1タイプ発売。その他各種音楽ストリーミングサービスや主要ダウンロードサービスで配信された。
CD版にはカメラマンの中野敬久による撮りおろし写真を掲載したA5サイズ・全60ページのフォトブックレットが付属した。

## 収録曲
1. ざわめき [4:32][1]
  - 作詞：有村竜太朗、作曲：長谷川正、編曲：Plastic Tree
2. ざわめき (Instrumental) [4:30][1]